# Luigi Chiarelli
Luigi Chiarelli (n. 7 iulie 1880 - d. 20 decembrie 1947) a fost un dramaturg, critic de teatru și pictor italian, creatorul genului teatral grotesc.

## Opera
- 1912 -- Polițistul ("Er gendarme");
- 1912 -- O noapte de dragoste ("Una notte d'amore");
- 1917 -- Masca și chipul ("La maschera e il volto");
- 1921 -- Himera ("Chimero");
- 1922 -- Scara de mătase ("La Scala di seta");
- 1922 -- Focuri de artificii ("Fuochi d'artificio");
- 1924 -- Moartea amanților ("La morte degli amanti").